# Santa Lucía de la Sierra
Santa Lucía de la Sierra es una localidad española perteneciente al municipio de Solana de Ávila (provincia de Ávila, Castilla y León). En 2012 tenía una población de 16 habitantes.

## Historia
Hasta la reforma de la nomenclatura municipal de 1916 el municipio se llamaba simplemente Santa Lucía. En dicha fecha su nombre fue modificado por el de Santa Lucía de la Sierra. En 1977 el municipio de Santa Lucía de la Sierra desapareció, al ser incorporado, junto con los de El Tremedal y La Zarza, al término municipal de Solana de Béjar.

## Demografía
| Gráfica de evolución demográfica de Santa Lucía de la Sierra entre 1842 y 1970 |
| |
| Población de derecho según los censos de población del INE. Población de hecho según los censos de población del INE.En estos censos se denominaba Santa Lucía: 1842, 1857, 1860, 1877, 1887, 1897, 1900 y 1910. Entre el censo de 1981 y el anterior, este municipio desaparece porque se integra en el municipio Solana de Béjar. |

| Gráfica de evolución demográfica de Santa Lucía de la Sierra entre 2000 y 2023 |
|                                                                                |
| Población (2000-2013) según el nomenclátor de unidades poblacionales del INE.  |